# Sota (機器人)
Sota（ソータ），是一個可以自己站立且歩行的小型類人類機器人。由日本的ヴイストン、日本電信電話、NTT資料等公司共同開發。

## 沿革
- 2015年1月20日，具有與社會對話的機器人「CommU」與「Sota」
- 2015年3月24日，NTT資料公司開始實證實驗「高齡者支援服務」
- 2015年7月28日，「Sota」第一次開始向開發者進行先行販賣的預約申請
- 2015年11月13日， 里索那銀行豐洲分行開始實驗顧客對應支援
- 2015年12月2日，「Sota」第2次再向開發者進行先行販賣的預約申請

## 技術規格
| 技術規格 | 技術規格                             |
| -------- | ------------------------------------ |
| 外型     | 280(H)×140(W)×160(D) mm              |
| 重量     | 763 g                                |
| 自由度   | 合計8自由度(胴体1軸、腕2軸x2、首3軸) |
| CPU      | Intel(R) Edison、Raspberry Pi2 TypeB |
| 作業系統 | YoctoLinux、Raspbian                 |
| 程式語言 | VstoneMagic、Java                    |
| 通信方式 | WiFi、Bluetooth、USB×2、電源傳輸線   |

## 導入事例
- 里索那銀行
  - 豐洲支店(2015年11月15日)

## 關聯項目
- ヴイストン
- 日本電信電話
- NTT資料
- 高橋智隆

## 外部連結
- ヴイストン製品情報 普及型社会的対話ロボット「Sota（ソータ）」（页面存档备份，存于）（日語）
- JST ERATO石黒共生ヒューマンロボットインタラクションプロジェクト（页面存档备份，存于）（日語）